# 中国特高压输电
特高压输电是一种长距离、大容量、低损耗输送直流电和交流电的方法，特高压指交流1000千伏、直流正负800千伏及以上电压等级，中华人民共和国自2009年起开始采用特高压输电输送电力。建成准东—皖南特高压直流输电工程、苏通GIL综合管廊工程等三十多条特高压线路。